# Richard Nejezchleb
Richard Nejezchleb (19. září 1923 – 1993[zdroj?]) byl slovenský a československý sportovní funkcionář a politik Komunistické strany Slovenska, poslanec Sněmovny lidu a Sněmovny národů Federálního shromáždění a předseda Československého svazu tělesné výchovy a sportu a Československého olympijského výboru za normalizace.

## Biografie
V roce 1954 se stal předsedou Dobrovolné sportovní organizace Sokol na Slovensku, která se na rozdíl od historického Sokola měla podle zákona z prosince 1952 monopolně pečovat o tělesnou výchovu na venkově. Roku 1956 vedl výpravu československých sportovců na Letních olympijských hrách v Melbourne. Od vzniku Československého svazu tělesné výchovy a sportu v březnu 1957 až do roku 1961 stál v čele jeho Ústředního výboru na Slovensku. V roce 1967 byl jmenován místopředsedou celostátního Ústředního výboru ČSTV a roku 1970 se stal jeho předsedou (z titulu této funkce působil rovněž i jako předseda Československého olympijského výboru. Poté, co byl roku 1971 zvolen do parlamentu, ho ovšem v těchto sportovních funkcích nahradil Antonín Himl.
K roku 1971 se profesně uváděl jako předseda Ústředního výboru ČSTV. K roku 1976 jako místopředseda Sněmovny lidu.
Ve volbách roku 1971 zasedl do Sněmovny lidu (volební obvod č. 191 – Poprad, Východoslovenský kraj). Mandát získal i ve volbách roku 1976 (obvod Poprad) a volbách roku 1981 (obvod Poprad). Ve volbách roku 1986 přešel do Sněmovny národů (obvod Michalovce) . Ve Federálním shromáždění setrval do ledna 1990, kdy rezignoval na svůj post v rámci procesu kooptace do Federálního shromáždění po sametové revoluci.